# Culicoides posoensis
Culicoides posoensis är en tvåvingeart som beskrevs av Wirth och Blanton 1969. Culicoides posoensis ingår i släktet Culicoides och familjen svidknott.
Artens utbredningsområde är Kalifornien. Inga underarter finns listade i Catalogue of Life.